# Xiriga
Xiriga (kinesiska: 西日嘎, 西日嘎苏木) är en socken i Kina. Den ligger i den autonoma regionen Inre Mongoliet, i den norra delen av landet, omkring 910 kilometer nordost om regionhuvudstaden Hohhot.
Genomsnittlig årsnederbörd är 563 millimeter. Den regnigaste månaden är juli, med i genomsnitt 155 mm nederbörd, och den torraste är februari, med 3 mm nederbörd.